# Беккер, Джон
Джон Джо́зеф Бе́ккер (англ. John Joseph Becker; 22 января 1886, Хендерсон, Кентукки, США — 21 января 1961, Уилметт, Иллинойс, США) — американский композитор, дирижёр, пианист и педагог.

## Биография
В 1901—1905 годах учился в консерваториях Цинциннати и Висконсина у Карла Буша (композиция), Вильгельма Миддельшульте (фортепиано), Александра фон Филица (дирижирование) и Бернхарда Цина (теория музыки). Преподавал во многих колледжах, в частности, в 1906—1914 годах — в Северном Техасе, в 1949—1950 годах — в Чикагском и других. В 1917—1927 годах был музыкальным директором университета «Нотр-Дам» в Саут-Бенде (Индиана). В 1935—1941 годах руководил Федеральной музыкальной программой Миннесоты. В 1936—1940 годах — один из редакторов журнала «New Music», где опубликовал ряд работ по теории и истории музыки, а также статьи о Генри Коуэлле, Чарлзе Айвсе, Карле Раггле и других. Наряду с Генри Коуэллом, Чарлзом Айвсом, Карлом Рагглсом и Уоллингфордом Риггером входил в «Американскую пятёрку» авангардных композиторов.

## Сочинения
- 5 балетов
- симфония № 1 (1915)
- симфония № 2 «Трагическая фантазия»
- симфония № 3 «Brevis» (1929)
- симфония № 4
- симфония № 5 «Посвящение Моцарту»
- симфония № 6 с хором
- симфония № 7 с хором (1953)
- концерт для фортепиано с оркестром «Arabesque» (1930)
- хореографическая пьеса для ударных «Эйбонго» / The Abongo (1933)
- симфоническая месса для мужского хора (1933)
- «Звуковые отрывки» / Soundpieces (1935—1959)